# Campionati europei di sollevamento pesi 1986
I Campionati europei di sollevamento pesi 1986, 67ª edizione della manifestazione, si svolsero a Chemnitz dal 7 all'11 maggio 1986.

## Titoli in palio
| Categoria            | Eventi         | Atleti |
| -------------------- | -------------- | ------ |
| Pesi mosca           | Fino a 52 kg   | 10     |
| Pesi gallo           | Fino a 56 kg   | 9      |
| Pesi piuma           | Fino a 60 kg   | 8      |
| Pesi leggeri         | Fino a 67.5 kg | 11     |
| Pesi medi            | Fino a 75 kg   | 12     |
| Pesi massimi leggeri | Fino a 82.5 kg | 16     |
| Pesi mediomassimi    | Fino a 90 kg   | 15     |
| Pesi massimi primi   | Fino a 100 kg  | 14     |
| Pesi massimi         | Fino a 110 kg  | 13     |
| Pesi supermassimi    | Oltre i 110 kg | 10     |

## Calendario eventi
| Giorno→ Categoria ↓ | Me 7 | Gi 8 | Ve 9 | Sa 10 | Do 11 |
| ------------------- | ---- | ---- | ---- | ----- | ----- |
| 52 kg               | ●    |      |      |       |       |
| 56 kg               | ●    |      |      |       |       |
| 60 kg               |      | ●    |      |       |       |
| 67,5 kg             |      | ●    |      |       |       |
| 75 kg               |      |      | ●    |       |       |
| 82,5 kg             |      |      | ●    |       |       |
| 90 kg               |      |      |      | ●     |       |
| 100 kg              |      |      |      | ●     |       |
| 110 kg              |      |      |      |       | ●     |
| +110 kg             |      |      |      |       | ●     |

## Nazioni partecipanti
Le nazioni che hanno partecipato ai campionati furono 21 per un totale di 118 atleti partecipanti. Tra parentesi i partecipanti per nazione.
- Austria (5)
- Belgio (1)
- Bulgaria (10)
- Cecoslovacchia (9)
- Danimarca (2)
- Finlandia (3)
- Francia (9)
- Germania Est (10)
- Germania Ovest (9)
- Italia (6)
- Norvegia (2)
- Paesi Bassi (1)
- Polonia (10)
- Portogallo (3)
- Regno Unito (3)
- Romania (8)
- Spagna (2)
- Svizzera (1)
- Turchia  (4)
- Ungheria (10)
- Unione Sovietica (10)

## Risultati
Vennero stabiliti quattro record mondiali: uno nel totale dell'esercizio, tre nelle specialità singole.
| Evento             | Oro                 | Oro              | Argento             | Argento          | Bronzo              | Bronzo           |
| 52 kg (Dettagli)   | 52 kg (Dettagli)    | 52 kg (Dettagli) | 52 kg (Dettagli)    | 52 kg (Dettagli) | 52 kg (Dettagli)    | 52 kg (Dettagli) |
| ------------------ | ------------------- | ---------------- | ------------------- | ---------------- | ------------------- | ---------------- |
| Strappo            | Jacek Gutowski      | 110,0 kg         | Sevdalin Marinov    | 110,0 kg         | Teodor Jakob        | 107,5 kg         |
| Slancio            | Sevdalin Marinov    | 135,0 kg         | Jacek Gutowski      | 132,5 kg         | Bernard Piekorz     | 125,0 kg         |
| Totale             | Sevdalin Marinov    | 245,0 kg         | Jacek Gutowski      | 242,5 kg         | Bernard Piekorz     | 230,0 kg         |
| 56 kg (Dettagli)   |                     |                  |                     |                  |                     |                  |
| Strappo            | Neno Terzijski      | 122,5 kg         | Oksen Mirzoyan      | 120,0 kg         | Mitko Grăblev       | 117,5 kg         |
| Slancio            | Neno Terzijski      | 162,5 kg         | Oksen Mirzoyan      | 160,0 kg         | Mitko Grăblev       | 157,5 kg         |
| Totale             | Neno Terzijski      | 285,0 kg         | Oksen Mirzoyan      | 280,0 kg         | Mitko Grăblev       | 275,0 kg         |
| 60 kg (Dettagli)   |                     |                  |                     |                  |                     |                  |
| Strappo            | Naim Sjulejmanov    | 145,5 kg         | Yourik Sargsyan     | 130,0 kg         | Andreas Letz        | 127,5 kg         |
| Slancio            | Naim Sjulejmanov    | 187,5 kg         | Yourik Sargsyan     | 165,0 kg         | Andreas Letz        | 155,0 kg         |
| Totale             | Naim Sjulejmanov    | 332,5 kg         | Yourik Sargsyan     | 295,0 kg         | Andreas Letz        | 282,5 kg         |
| 67,5 kg (Dettagli) |                     |                  |                     |                  |                     |                  |
| Strappo            | Andreas Behm        | 152,5 kg         | Mihail Petrov       | 152,5 kg         | Joachim Kunz        | 142,5 kg         |
| Slancio            | Andreas Behm        | 195,0 kg         | Mihail Petrov       | 192,5 kg         | Joachim Kunz        | 187,5 kg         |
| Totale             | Andreas Behm        | 347,5 kg         | Mihail Petrov       | 345,0 kg         | Joachim Kunz        | 330,0 kg         |
| 75 kg (Dettagli)   |                     |                  |                     |                  |                     |                  |
| Strappo            | Andrei Socaci       | 160,0 kg         | Aleksandăr Vărbanov | 160,0 kg         | Borislav Gidikov    | 157,5 kg         |
| Slancio            | Aleksandăr Vărbanov | 212,5 kg         | Borislav Gidikov    | 200,0 kg         | Andrei Socaci       | 190,0 kg         |
| Totale             | Aleksandăr Vărbanov | 372,5 kg         | Borislav Gidikov    | 357,5 kg         | Andrei Socaci       | 350,0 kg         |
| 82,5 kg (Dettagli) |                     |                  |                     |                  |                     |                  |
| Strappo            | Israil Arsamakov    | 170,0 kg         | Asen Zlatev         | 167,5 kg         | Constantin Urdaș    | 165,0 kg         |
| Slancio            | Israil Arsamakov    | 212,5 kg         | Asen Zlatev         | 207,5 kg         | Constantin Urdaș    | 205,0 kg         |
| Totale             | Israil Arsamakov    | 382,5 kg         | Asen Zlatev         | 375,0 kg         | Constantin Urdaș    | 370,0 kg         |
| 90 kg              |                     |                  |                     |                  |                     |                  |
| Strappo            | Anatolij Chrapatyj  | 180,0 kg         | Zoltán Balázsfi     | 180,0 kg         | Viktor Solodov      | 175,0 kg         |
| Slancio            | Anatolij Chrapatyj  | 230,0 kg         | Rumen Teodosiev     | 220,0 kg         | Viktor Solodov      | 220,0 kg         |
| Totale             | Anatolij Chrapatyj  | 410,0 kg         | Viktor Solodov      | 395,0 kg         | Rumen Teodosiev     | 392,5 kg         |
| 100 kg             |                     |                  |                     |                  |                     |                  |
| Strappo            | Nicu Vlad           | 187,5 kg         | Aleksandr Popov     | 175,0 kg         | René Wyßuwa         | 175,0 kg         |
| Slancio            | Nicu Vlad           | 230,0 kg         | Aleksandr Popov     | 222,5 kg         | Janos Bökfi         | 210,0 kg         |
| Totale             | Nicu Vlad           | 417,5 kg         | Aleksandr Popov     | 397,5 kg         | René Wyßuwa         | 385,0 kg         |
| 110 kg             |                     |                  |                     |                  |                     |                  |
| Strappo            | Jurij Zacharevič    | 195,0 kg         | Serhij Nahirnyj     | 185,0 kg         | Norberto Oberburger | 180,0 kg         |
| Slancio            | Jurij Zacharevič    | 235,0 kg         | Serhij Nahirnyj     | 225,0 kg         | Norberto Oberburger | 220,0 kg         |
| Totale             | Jurij Zacharevič    | 430,0 kg         | Serhij Nahirnyj     | 410,0 kg         | Norberto Oberburger | 400,0 kg         |
| +110 kg (Dettagli) |                     |                  |                     |                  |                     |                  |
| Strappo            | Antonio Krăstev     | 207,5 kg         | Leonid Taranenko    | 195,0 kg         | Senno Salzwedel     | 185,0 kg         |
| Slancio            | Leonid Taranenko    | 242,5 kg         | Antonio Krăstev     | 242,5 kg         | Senno Salzwedel     | 235,0 kg         |
| Totale             | Antonio Krăstev     | 450,0 kg         | Leonid Taranenko    | 437,5 kg         | Senno Salzwedel     | 420,0 kg         |

## Medagliere

### Grandi (totale)
Riferito al totale dell'esercizio: 6 nazioni sono entrate nel medagliere.
| Posiz. | Nazione          | Oro | Argento | Bronzo | Totale |
| ------ | ---------------- | --- | ------- | ------ | ------ |
| 1      | Bulgaria         | 5   | 3       | 2      | 10     |
| 2      | Unione Sovietica | 3   | 6       | 0      | 9      |
| 3      | Germania Est     | 1   | 0       | 4      | 5      |
| 4      | Romania          | 1   | 0       | 2      | 3      |
| 5      | Polonia          | 0   | 1       | 1      | 2      |
| 6      | Italia           | 0   | 0       | 1      | 1      |
| Totale | Totale           | 10  | 10      | 10     | 30     |

### Grandi (totale) e Piccole (Strappo e Slancio)
Riferito al totale dell'esercizio e delle due specialità: 7 nazioni sono entrate nel medagliere.
| Posiz. | Nazione          | Oro | Argento | Bronzo | Totale |
| ------ | ---------------- | --- | ------- | ------ | ------ |
| 1      | Bulgaria         | 12  | 12      | 5      | 29     |
| 2      | Unione Sovietica | 10  | 15      | 2      | 27     |
| 3      | Romania          | 4   | 0       | 6      | 10     |
| 4      | Germania Est     | 3   | 0       | 11     | 14     |
| 5      | Polonia          | 1   | 2       | 2      | 5      |
| 6      | Ungheria         | 0   | 1       | 1      | 2      |
| 7      | Italia           | 0   | 0       | 3      | 3      |
| Totale | Totale           | 30  | 30      | 30     | 90     |

## Gare

### Fino a 52 kg.
| Pos. | Atleta                 | Peso atleta | Strappo (kg) | Strappo (kg) | Strappo (kg) | Strappo (kg) | Slancio (kg) | Slancio (kg) | Slancio (kg) | Slancio (kg) | Totale |
| Pos. | Atleta                 | Peso atleta | 1            | 2            | 3            | Pos.         | 1            | 2            | 3            | Pos.         | Totale |
| ---- | ---------------------- | ----------- | ------------ | ------------ | ------------ | ------------ | ------------ | ------------ | ------------ | ------------ | ------ |
|      | Sevdalin Marinov (BUL) | 51.65       | 105.0        | 110.0        | 110.0        |              | 135.0        | 145.0        | 145.0        |              | 245.0  |
|      | Jacek Gutowski (POL)   | 51.70       | 105.0        | 110.0        | 112.5        |              | 125.0        | 130.0        | 132.5        |              | 242.5  |
|      | Bernard Piekorz (POL)  | 51.75       | 97.5         | 102.5        | 105.0        | 4            | 125.0        | 132.5        | 132.5        |              | 230.0  |
| 4    | Teodor Jakob (ROU)     | 51.80       | 102.5        | 107.5        | —            |              | 122.5        | 127.5        | 127.5        | 4            | 230.0  |
| 5    | Levent Erdoğan (TUR)   | 51.90       | 90.0         | 95.0         | 97.5         | 8            | 117.5        | 122.5        | 122.5        | 5            | 212.5  |
| 6    | Dezider Horvath (TCH)  | 51.60       | 90.0         | 95.0         | 97.5         | 6            | 110.0        | 115.0        | 117.5        | 6            | 210.0  |
| 7    | Charles Larget (FRA)   | 51.50       | 85.0         | 90.0         | 90.0         | 10           | 107.5        | 112.5        | 115.0        | 7            | 202.5  |
| —    | Victor Biljac (URS)    | 51.85       | 105.0        | 105.0        | 110.0        | 5            | 132.5        | 132.5        | 132.5        | —            | —      |
| —    | Istvan Barbaczi (HUN)  | 51.30       | 90.0         | 90.0         | 95.0         | 9            | 120.0        | 120.0        | 120.0        | —            | —      |
| —    | Torsten Bergk (DDR)    | 51.75       | 90.0         | 95.0         | 97.5         | 7            | 120.0        | 120.0        | 120.0        | —            | —      |

### Fino a 56 kg.
| Pos. | Atleta                 | Peso atleta | Strappo (kg) | Strappo (kg) | Strappo (kg) | Strappo (kg) | Slancio (kg) | Slancio (kg) | Slancio (kg) | Slancio (kg) | Totale |
| Pos. | Atleta                 | Peso atleta | 1            | 2            | 3            | Pos.         | 1            | 2            | 3            | Pos.         | Totale |
| ---- | ---------------------- | ----------- | ------------ | ------------ | ------------ | ------------ | ------------ | ------------ | ------------ | ------------ | ------ |
|      | Neno Terzijski (BUL)   | 55.70       | 117.5        | 117.5        | 122.5        |              | 155.0        | 160.0        | 162.5        |              | 285.0  |
|      | Oksen Mirzoyan (URS)   | 55.75       | 120.0        | 125.0        | 125.0        |              | 155.0        | 160.0        | 167.5        |              | 280.0  |
|      | Mitko Grăblev (BUL)    | 55.70       | 117.5        | 122.5        | 122.5        |              | 145.0        | 150.0        | 157.5        |              | 275.0  |
| 4    | Frank Mavius (DDR)     | 55.70       | 115.0        | 120.0        | 120.0        | 4            | 140.0        | 147.5        | 147.5        | 4            | 262.5  |
| 5    | Holger Hofmann (DDR)   | 55.90       | 107.5        | 112.5        | 112.5        | 5            | 135.0        | 142.5        | 147.5        | 5            | 250.0  |
| 6    | Arvo Ojalehto (FIN)    | 55.75       | 105.0        | 110.0        | 110.0        | 6            | 135.0        | 142.5        | 142.5        | 6            | 240.0  |
| 7    | Jean-Nöel Miette (FRA) | 55.60       | 100.0        | 100.0        | 105.0        | 7            | 120.0        | 120.0        | 125.0        | 7            | 220.0  |
| 8    | Sabhtinder Mayer (GBR) | 55.75       | 85.0         | 90.0         | 95.0         | 8            | 112.5        | 117.5        | 117.5        | 8            | 207.5  |
| —    | Gheorghe Maftei (ROU)  | 56.00       | 102.5        | 102.5        | —            | —            | —            | —            | —            | —            | —      |

### Fino a 60 kg.
| Pos. | Atleta                 | Peso atleta | Strappo (kg) | Strappo (kg) | Strappo (kg) | Strappo (kg) | Slancio (kg) | Slancio (kg) | Slancio (kg) | Slancio (kg) | Totale |
| Pos. | Atleta                 | Peso atleta | 1            | 2            | 3            | Pos.         | 1            | 2            | 3            | Pos.         | Totale |
| ---- | ---------------------- | ----------- | ------------ | ------------ | ------------ | ------------ | ------------ | ------------ | ------------ | ------------ | ------ |
|      | Naim Sjulejmanov (BUL) | 59.60       | 135.0        | 145.0        | —            |              | 175.0        | 187.5        | —            |              | 332.5  |
|      | Yourik Sargsyan (URS)  | 59.60       | 130.0        | 135.0        | 135.0        |              | 165.0        | 175.5        | —            |              | 295.0  |
|      | Andreas Letz (DDR)     | 59.30       | 120.0        | 125.0        | 127.5        |              | 155.0        | 167.5        | 167.5        |              | 282.5  |
| 4    | Dorel Matees (ROU)     | 59.30       | 120.0        | 125.0        | 127.5        | 4            | 150.0        | 150.0        | 155.0        | 4            | 275.0  |
| 5    | Wiesław Pawluk (POL)   | 59.70       | 115.0        | 122.5        | 125.0        | 5            | 145.0        | 152.5        | 152.5        | 7            | 270.0  |
| 6    | Dionisio Muñoz (ESP)   | 59.60       | 120.0        | 125.0        | 125.0        | 6            | 145.0        | 145.0        | 150.0        | 6            | 265.0  |
| 7    | Ondrej Rusniak (TCH)   | 59.40       | 110.0        | 110.0        | 115.0        | 7            | 145.0        | 155.0        | 155.0        | 5            | 255.0  |
| 8    | Patrick Van Rode (BEL) | 59.60       | 102.5        | 102.5        | 107.5        | 8            | 140.0        | 147.5        | 147.5        | 8            | 247.5  |

### Fino a 67,5 kg.
| Pos. | Atleta                 | Peso atleta | Strappo (kg) | Strappo (kg) | Strappo (kg) | Strappo (kg) | Slancio (kg) | Slancio (kg) | Slancio (kg) | Slancio (kg) | Totale |
| Pos. | Atleta                 | Peso atleta | 1            | 2            | 3            | Pos.         | 1            | 2            | 3            | Pos.         | Totale |
| ---- | ---------------------- | ----------- | ------------ | ------------ | ------------ | ------------ | ------------ | ------------ | ------------ | ------------ | ------ |
|      | Andreas Behm (DDR)     | 66.80       | 147.5        | 152.5        | 152.5        |              | 185.0        | 192.5        | 195.0        |              | 347.5  |
|      | Mihail Petrov (BUL)    | 67.10       | 145.0        | 150.0        | 152.5        |              | 185.0        | 192.5        | 195.0        |              | 345.0  |
|      | Joachim Kunz (DDR)     | 67.20       | 142.5        | 147.5        | 147.5        |              | 170.0        | 180.0        | 187.5        |              | 330.0  |
| 4    | Daniel Cassiad (FRA)   | 67.00       | 130.0        | 135.0        | 135.0        | 4            | 160.0        | 165.0        | 165.0        | 6            | 290.0  |
| 5    | Vincent Rigado (FRA)   | 66.50       | 120.0        | 120.0        | 125.0        | 5            | 152.5        | 160.0        | 160.0        | 4            | 285.0  |
| 6    | Fernando Mariaca (ESP) | 66.90       | 125.0        | 130.0        | 130.0        | 6            | 155.0        | 160.0        | 165.0        | 5            | 285.0  |
| 7    | Rainer Sadil (AUT)     | 66.70       | 117.5        | 117.5        | 122.5        | 8            | 145.0        | 152.5        | 152.5        | 8            | 262.5  |
| —    | Jouni Grönman (FIN)    | 66.80       | 137.5        | 137.5        | 137.5        | —            | —            | —            | —            | —            | —      |
| —    | Marek Seweryn (POL)    | 67.00       | 140.0        | 140.0        | 140.0        | —            | —            | —            | —            | —            | —      |
| —    | Nicola La Carpia (ITA) | 67.20       | 125.0        | 125.0        | 125.0        | —            | 150.0        | 160.0        | 160.0        | 7            | —      |
| —    | Pedro Carvalho (PRT)   | 67.15       | 120.0        | 120.0        | 125.0        | 7            | 150.0        | 150.0        | 150.0        | —            | —      |

### Fino a 75 kg.
| Pos. | Atleta                    | Peso atleta | Strappo (kg) | Strappo (kg) | Strappo (kg) | Strappo (kg) | Slancio (kg) | Slancio (kg) | Slancio (kg) | Slancio (kg) | Totale |
| Pos. | Atleta                    | Peso atleta | 1            | 2            | 3            | Pos.         | 1            | 2            | 3            | Pos.         | Totale |
| ---- | ------------------------- | ----------- | ------------ | ------------ | ------------ | ------------ | ------------ | ------------ | ------------ | ------------ | ------ |
|      | Aleksandăr Vărbanov (BUL) | 74.45       | 155.0        | 160.0        | 160.0        |              | 200.0        | 205.0        | 212.5        |              | 372.5  |
|      | Borislav Gidikov (BUL)    | 74.45       | 152.5        | 157.5        | 162.5        |              | 200.0        | 207.5        | 207.5        |              | 357.5  |
|      | Andrei Socaci (ROU)       | 73.55       | 155.0        | 160.0        | 162.5        |              | 190.0        | 200.0        | 200.0        |              | 350.0  |
| 4    | István Messzi (HUN)       | 75.00       | 150.0        | 155.0        | 157.5        | 4            | 177.5        | 182.5        | 187.5        | 4            | 342.5  |
| 5    | Malik Eser (TUR)          | 74.30       | 130.0        | 135.0        | 137.5        | 6            | 165.0        | 170.0        | 177.5        | 5            | 307.5  |
| 6    | Angelo Mannironi (ITA)    | 74.45       | 132.5        | 137.5        | 140.0        | 7            | 167.5        | 167.5        | 175.0        | 7            | 305.0  |
| 7    | Jürgen Negwer (FRG)       | 74.80       | 135.0        | 140.0        | 140.0        | 9            | 170.0        | 175.0        | 175.0        | 6            | 305.0  |
| 7    | Pietro Pujia (ITA)        | 74.80       | 132.5        | 137.5        | 140.0        | 8            | 167.5        | 167.5        | 175.0        | 8            | 305.0  |
| 9    | Jarno Nieminen (FIN)      | 74.80       | 125.0        | 130.0        | 132.5        | 11           | 160.0        | 167.5        | 167.5        | 9            | 290.0  |
| —    | Harun Akkaya (TUR)        | 74.45       | 130.0        | 130.0        | 130.0        | 10           | 162.5        | 162.5        | 165.0        | —            | —      |
| —    | Andrew Sutor (GBR)        | 72.10       | 125.0        | 125.0        | 125.0        | —            | —            | —            | —            | —            | —      |
| —    | Luboš Studnička (TCH)     | 74.25       | 140.0        | 145.0        | 145.0        | 5            | 175.0        | 175.0        | 175.0        | —            | —      |

### Fino a 82,5 kg.
| Pos. | Atleta                 | Peso atleta | Strappo (kg) | Strappo (kg) | Strappo (kg) | Strappo (kg) | Slancio (kg) | Slancio (kg) | Slancio (kg) | Slancio (kg) | Totale |
| Pos. | Atleta                 | Peso atleta | 1            | 2            | 3            | Pos.         | 1            | 2            | 3            | Pos.         | Totale |
| ---- | ---------------------- | ----------- | ------------ | ------------ | ------------ | ------------ | ------------ | ------------ | ------------ | ------------ | ------ |
|      | Israil Arsamakov (URS) | 82.20       | 170.0        | 170.0        | 172.5        |              | 207.5        | 212.5        | 215.0        |              | 382.5  |
|      | Asen Zlatev (BUL)      | 82.30       | 165.0        | 165.0        | 167.5        |              | 202.5        | 207.5        | 217.5        |              | 375.0  |
|      | Constantin Urdaș (ROU) | 81.25       | 157.5        | 162.5        | 165.0        |              | 200.0        | 205.0        | 210.0        |              | 370.0  |
| 4    | László Barsi (HUN)     | 81.65       | 160.0        | 165.0        | 167.5        | 4            | 195.0        | 200.0        | 207.5        | 5            | 365.0  |
| 5    | Kalmen Csengeri (HUN)  | 81.75       | 157.5        | 157.5        | 160.0        | 5            | 192.5        | 200.0        | 205.0        | 6            | 357.5  |
| 6    | Peter Moeller (DDR)    | 81.60       | 150.0        | 150.0        | 150.0        | 7            | 190.0        | 197.5        | 200.0        | 4            | 350.0  |
| 7    | Petre Becheru (ROU)    | 81.85       | 150.0        | 155.0        | 155.0        | 8            | 195.0        | 195.0        | 200.0        | 7            | 350.0  |
| 8    | Hilary Cofalik (POL)   | 81.40       | 150.0        | 155.0        | 160.0        | 6            | 190.0        | 195.0        | 195.0        | 8            | 345.0  |
| 9    | Jorge Soares (PRT)     | 76.75       | 140.0        | 145.0        | 145.0        | 9            | 180.0        | 187.5        | 187.5        | 9            | 320.0  |
| 10   | Josef Tauchner (AUT)   | 82.50       | 135.0        | 140.0        | 142.5        | 10           | 175.0        | 180.0        | 180.0        | 10           | 315.0  |
| 11   | Horst Appel (FRG)      | 82.20       | 135.0        | 135.0        | 140.0        | 11           | 167.5        | 172.5        | 180.0        | 11           | 307.5  |
| 12   | Hans Jorgensen (DEN)   | 82.25       | 120.0        | 120.0        | 125.0        | 13           | 160.0        | 165.0        | 165.0        | 13           | 285.0  |
| 13   | Maurice Goosen (NLD)   | 77.50       | 115.0        | 120.0        | 120.0        | 12           | 145.0        | 150.0        | 150.0        | 14           | 265.0  |
| —    | Patrick Leverino (FRA) | 81.75       | 142.5        | 142.5        | 142.5        | —            | 170.0        | 170.0        | 175.0        | 12           | —      |
| —    | Fausto Tosi (ITA)      | 82.30       | 147.5        | 147.5        | 147.5        | —            | —            | —            | —            | —            | —      |
| —    | Aile Roenning (NOR)    | 80.80       | 120.0        | 120.0        | 120.0        | —            | —            | —            | —            | —            | —      |

### Oltre i 110 kg.
| Pos. | Atleta                   | Peso atleta | Strappo (kg) | Strappo (kg) | Strappo (kg) | Strappo (kg) | Slancio (kg) | Slancio (kg) | Slancio (kg) | Slancio (kg) | Totale |
| Pos. | Atleta                   | Peso atleta | 1            | 2            | 3            | Pos.         | 1            | 2            | 3            | Pos.         | Totale |
| ---- | ------------------------ | ----------- | ------------ | ------------ | ------------ | ------------ | ------------ | ------------ | ------------ | ------------ | ------ |
|      | Antonio Krăstev (BUL)    | 152.90      | 197.5        | 207.5        | 212.5        |              | 242,5        | 250.0        | 250.0        |              | 450.0  |
|      | Leonid Taranenko (URS)   | 125.80      | 195.0        | 195.0        | 202.5        |              | 237,5        | 242.5        | 255.0        |              | 437.5  |
|      | Senno Salzwedel (DDR)    | 125.90      | 180.0        | 185.0        | 190.0        |              | 225,0        | 235.0        | 250.0        |              | 420.0  |
| 4    | Manfred Nerlinger (FRG)  | 130.20      | 170.0        | 170.0        | 175.0        | 5            | 212,5        | 222.5        | 227.5        | 4            | 397.5  |
| 5    | Robert Skolimowski (POL) | 154.60      | 170.0        | 177.5        | 182.5        | 4            | 210.0        | 220.0        | 222.5        | 7            | 387.5  |
| 6    | Tadeusz Rutkowski (POL)  | 127.50      | 165.0        | 165.0        | 170.0        | 7            | 210.0        | 215.0        | 220.0        | 5            | 380.0  |
| 7    | Petr Hudeček (TCH)       | 121.35      | 160.0        | 167.5        | 170.0        | 6            | 205.0        | 210.0        | 215.0        | 6            | 377.5  |
| 8    | Stefan Laggner (AUT)     | 133.20      | 145.0        | 145.0        | 150.0        | 9            | 192.5        | 202.5        | 207.5        | 8            | 352.5  |
| 9    | Vanni Lauzana (ITA)      | 110.95      | 155.0        | 160.0        | 165.0        | 8            | 190.0        | 195.0        | 195.0        | 9            | 350.0  |
| 10   | Orhan Boltürk (TUR)      | 112.85      | 115.0        | 125.0        | 130.0        | 10           | 150.0        | 150.0        | 150.0        | 10           | 280.0  |